# 春ランマン
『春ランマン』（はるランマン、HaruRanman）は、2002年4月9日から6月25日まで、関西テレビ制作・フジテレビ系「火曜22時の連続ドラマ」枠で毎週火曜22時 - 22時54分に放送された日本のテレビドラマ。主演は押尾学。全12回。
6人の若い男女（宗太、あかね、丈二、倫子、貫介、たまき）が、理想と現実の間で葛藤しながら恋愛や友情を通じて自分たちの居場所を見出そうとする様子を描いた物語。主人公のあかねと宗太がルームシェアをしているマンションが主な舞台。

## あらすじ
インテリアショップでアルバイトとして働く川崎あかねは、空き巣に入られた事を機に、ボロアパートからオシャレなマンションに引っ越そうとするが、家賃が高いためにインターネットでルームメイトを募集したところ、三嶋宗太という旅行代理店勤めのツアーコンダクターを気に入り、彼と同居する事を決意した。しかし、この宗太は外見とは反対に、かなりいい加減な男だった。
更に、同棲カップルの真鍋丈二と飯倉倫子、不倫関係にある中川貫介と内藤たまき。物語は、様々な夢や悩みを抱えた6人の男女を中心に展開する。

## 登場人物
三嶋宗太〈23〉
演 - 押尾学
本作の主人公。旅行会社に勤務する帰国子女のツアーコンダクター。B型。
美形だが、わがままでいい加減、「今さえ良ければ、それで良い」タイプ。女好きでモテる。家賃滞納で前に住んでいたアパートを追い出され、インターネットで知り合ったあかねとルームシェアする事になる。
川崎あかね〈23〉
演 - ともさかりえ
本作のヒロイン。インテリアショップのアルバイト店員。青森県出身。A型。
空き巣に入られた事を機に、ボロアパートから、オシャレなマンションに引っ越そうとするが、家賃が高い為に、宗太とルームシェアする事になる。真面目だが、どこか抜けている。将来はインテリアコーディネーターになる事が夢。
真鍋丈二〈31〉
演 - 北村一輝
劇団の役者兼座長だが、全く売れない為にフリーターを兼業している。O型。
ナルシストで女好き。クールを装うが、どこか間が抜けている。大阪出身だが普段は標準語で話している。興奮した時は大阪弁が出る。
飯倉倫子〈25〉
演 - 辺見えみり
丈二の恋人で、彼と同棲している。区役所勤務の公務員。明朗快活で自由奔放、裏表が無く淡白な性格だが、丈二を一途に支え続ける健気な面もある。宗太とは気が合う。
中川貫介〈31〉
演 - 宮迫博之
宗太の上司。A型。愛称：カンちゃん。既婚者だが、たまきと不倫している。丈二とは同郷(大阪府出身)で高校時代からの友人。明るく社交的だが、優柔不断。温かい家庭に憧れるが、アバンチュールにも人並みに関心を持つ。
内藤たまき〈20〉
演 - 池田真紀
貫介の不倫相手。フリーター。貫介とは、ナンパで知り合った。年齢の割にしっかり者だが、要領が良く、ちゃっかりとしたところもある。また、大胆な言動で、周囲を唖然とさせる事もある。
浅田くるみ
演 - 西尾まり
あかねの職場のインテリアショップの先輩。丈二に冗談で口説かれてから丈二を意識するようになる。
金井真之介
演 - 山咲トオル
あかねの上司。お姉系で面倒見が良い。あかねに宗太との恋が実るように色々アドバイスをする。
吉川いずみ
演 - 山口あゆみ
宗太の同僚。
佐々木花子
演 - 春花
宗太と貫介の同僚。職場で貫介と大阪弁で寸劇をする事がある。
村上真理子
演 - 澄原佑佳
あかねの同僚。
安西ほのか
演 - 志村知香
あかねの同僚。
谷山茂雄
演 - 小林且弥
あかねの勤めるショップのオーナー。ジュニアと呼ばれる事を嫌う。
しのぶ
演 - 今井恵理
丈二の浮気相手。
松本営業部長代理
演 - 山崎銀之丞
宗太・貫介の上司。
西岡営業部長
演 - 佐戸井けん太
宗太・貫介の上司。会社で派閥を作ろうと宗太と貫介を誘う。最終的には独立しようとする。
山田幸一
演 - 伊崎充則
あかねの高校時代の恋人。
成井
演 - 東根作寿英
貫介が以前に勤務していた会社の上司。
ママ
演 - 田島令子
あかねの勤めるショップのオーナー夫人。
藤井
演 - 青木堅治
たまきの新しい恋人。若いチャラ男。
一条みどり
演 - 牛尾田恭代
お金持ちのお嬢様。宗太と出会い宗太に恋をする。
みどりの父
演 - 須永慶
みどりの母
演 - 和泉今日子

## スタッフ
- 脚本 - 樫田正剛
- 演出 - 中島悟・飯島真一（AVEC COMPANY）
- プロデューサー - 安藤和久（KTV）、松井洋子（AVEC COMPANY）
- 音楽 - 石井和之
- オープニングテーマ - LIV「Try」（ユニバーサルポリドール）
- 主題歌 - revenus「アカシア」（ユニバーサルポリドール）
- 技術 - 東通
- 製作 - 関西テレビ、AVEC COMPANY

## 受賞歴
- 第33回ザテレビジョンドラマアカデミー賞[2]
  - 新人俳優賞（山咲トオル）

## 放送日程
| 各話                                                       | 放送日  | サブタイトル             | 演出     | 視聴率 |
| ---------------------------------------------------------- | ------- | ------------------------ | -------- | ------ |
| 第1話                                                      | 4月09日 | 大災難!? 同居人は最悪男  | 中島悟   | 12.1%  |
| 第2話                                                      | 4月16日 | 友情を取るか恋を取るか!? | 中島悟   | 13.2%  |
| 第3話                                                      | 4月23日 | 今欲しいのは金? 出逢い?  | 飯島真一 | 11.0%  |
| 第4話                                                      | 4月30日 | 夢と恋愛を両立させる方法 | 飯島真一 | 10.9%  |
| 第5話                                                      | 5月07日 | 理想と現実のギャップ     | 中島悟   | 12.7%  |
| 第6話                                                      | 5月14日 | 同窓会と合コンは甘い誘惑 | 飯島真一 | 10.4%  |
| 第7話                                                      | 5月21日 | 友人と恋人の境界線はどこ | 中島悟   | 11.8%  |
| 第8話                                                      | 5月28日 | 男と女のホンネとタテマエ | 中島悟   | 10.6%  |
| 第9話                                                      | 6月04日 | 告白するタイミングはいつ | 中島悟   | 11.5%  |
| 第10話                                                     | 6月11日 | 押すか引くか恋のかけひき | 飯島真一 | 12.8%  |
| 第11話                                                     | 6月18日 | 恋の主導権は男それとも女 | 中島悟   | 9.3%   |
| 最終話                                                     | 6月25日 | 愛と友情の旅立ち         | 中島悟   | 10.0%  |
| 平均視聴率 11.4%（視聴率は関東地区・ビデオリサーチ社調べ） |         |                          |          |        |

- 初回のみ10分拡大（22:10 - 23:14）[1]。
- 第3話・5話・7話はプロ野球中日×巨人戦中継延長に伴い、22:30 - 23:24に放送された[1]。
- 第9話は『2002 FIFAワールドカップ 韓国×ポーランド戦』中継に伴い、22:45 - 23:39に放送された[1]。